# Lepus nigricollis
La liebre india (Lepus nigricollis) es una especie de liebre de la familia Leporidae que vive en el Asia meridional.